# Elektrolytkupfer
Mit Elektrolytkupfer wird eine durch Elektrolyse gewonnene Form des Kupfers bezeichnet. Durch die galvanische Abscheidung des Metalls sind sehr hohe Reinheitsgrade erreichbar. Als Elektrolytkupfer im engeren Sinne wird Kupfermetall mit Reinheitsgraden von mehr als 99,9 % bezeichnet.
Gewonnen wird Elektrolytkupfer aus Kupfererz. Dieses liegt als Carbonat (Kohlenstoffanteil) und Sulfat (Schwefelanteil) vor. Durch Brechen, Zermahlen und Trennen vom Restgestein werden die kupferhaltigen Bestandteile für die Verhüttung vorbereitet. Im Verhüttungsprozess werden Schwefel-, Kohlenstoff- und Wasseranteile entzogen und zu geeigneten Platten (Kupferanoden) für die darauffolgende Elektrolyse eingeschmolzen. In diesen Kupferanoden befinden sich neben Kupfer auch noch weitere Verunreinigungen, darunter Edelmetalle. Während der Elektrolyse mit Gleichstrom lösen sich Kupfer-Ionen aus der Anodenplatte und wandern zur Kathode, an der sich die Kupfer-Ionen anlagern, um Elektrolytkupfer auszubilden. Unedlere Metalle bleiben gelöst im Elektrolyt, während die edleren Metalle und unlösliche Beimengungen sich im Anodenschlamm ansammeln. 
Verwendung findet Elektrolytkupfer überwiegend als Halbzeug in der Elektrotechnik (Transformatoren, Leiterplatten, Drähte, Kabel u. a.), im Automobilbau sowie im Baugewerbe.
Elektrolytkupfer ist börsennotiert als Deutsches Elektrolytkupfer für Leitzwecke (DEL-Notiz).